# Aya En-Nesyry
Aya En-Nesyry, född 29 april 2000, är en marockansk karateutövare.

## Karriär
Under 2019 var En-Nesyry en del av Marockos lag som tog guld i lagtävlingen i kata vid afrikanska mästerskapen 2019 i Gaborone, afrikanska strandspelen 2019 i Sal och afrikanska spelen 2019 i Rabat. Vid Islamic Solidarity Games 2021 i Konya, som arrangerades 2022, tog hon brons individuellt i kata och guld i lagtävlingen. Vid afrikanska mästerskapen 2022 i Durban tog En-Nesyry guld individuellt i kata och silver i lagtävlingen.
Vid afrikanska strandspelen 2023 i Hammamet tog En-Nesyry silver individuellt i kata och guld i lagtävlingen. Vid panarabiska spelen 2023 i Alger tog hon silver individuellt i kata och guld i lagtävlingen. Vid afrikanska mästerskapen 2023 i Casablanca tog En-Nesyry guld både individuellt och i lagtävlingen i kata.
Vid afrikanska spelen 2023 i Accra, som arrangerades 2024, tog En-Nesyry guld individuellt i kata och silver i lagtävlingen.